# Karen Casey
Karen Casey (* 7. Januar 1956 in Hobart, Tasmanien; † 15. Oktober 2021) war eine in Melbourne lebende australische Aborigine-Künstlerin, die nicht nur malte, sondern auch neue Medien, Installationen und Drucke herstellte.

## Leben
Sie verbrachte einen großen Teil ihrer Kindheit in Dover, Tasmanien, und als Jugendliche in Hobart. Ab 1977 besuchte sie die School of Art, Tasmanian College of Advanced Education in Hobart. Casey erfuhr von ihrer Aborigine-Herkunft durch ihren Vater, als sie 13 Jahre alt war. Ihre Mutter berichtete ihr erst im Erwachsenenalter davon. Ihre künstlerische Karriere begann mit ihrem Umzug im Jahre 1986 nach Melbourne.

## Werk
Casey wurde, nachdem sie 1986 nach Melbourne kam, als kritische und politische Künstlerin national und international bekannt. Sie arbeitete für zahlreiche öffentliche Aufträge und gemeinschaftliche Projekte, vor allem in Melbourne. Ihr Werk ist in zahlreichen australischen und internationalen Sammlungen vertreten. Sie nahm Aufträge für Galerien und für öffentliche Institutionen an.
Ihr frühes Werk arbeitet mit Symbolen, die sie mit politischer Kritik an den gesellschaftlichen Verhältnissen in Stadt und Land in Australien und den herrschenden Rassenkonflikten verbindet. Ihre späteren Werke sind von ihren Kindheitserinnerungen in Tasmanien geprägt. Ihre Vorstellungen und Konzepte sind später durch den Einsatz unterschiedlicher künstlerischer Techniken wie Skulpturen, Installationen, Lichtelementen, Video, digitalen Bildern gekennzeichnet.
Im Jahre 2005 schloss sie einen Studiengang als Master of Fine Art (Public Art) an der University in Melbourne ab.